# Carlos Castro Borja
Carlos Alfonso Castro Borja (né le 1er août 1967 à San Salvador au Salvador) est un joueur de football international salvadorien, qui évoluait au poste de défenseur.

## Biographie

### Carrière en sélection
Avec l'équipe du Salvador, il joue 58 matchs (pour 6 buts inscrits) entre 1992 et 2000. 
Il figure dans le groupe des sélectionnés lors des Gold Cup de 1996 et de 1998, où son équipe est éliminée à chaque fois au premier tour.
Il joue également 23 matchs comptant pour les tours préliminaires de la coupe du monde, lors des éditions 1994, 1998 et 2002.

## Palmarès
| CD FAS - Championnat du Salvador (2) : - Champion : 1994-95 et 1995-96. |  | Luis Ángel Firpo - Championnat du Salvador (2) : - Champion : 1999 (Clôture) et 2000 (Clôture). |  | San Salvador - Championnat du Salvador (1) : - Champion : 2003 (Clôture). |